# Station Nord
Pour plus de détails, voir Fiche technique et Distribution.
Station nord est un film de Noël québécois de Jean-Claude Lord sorti en 2002 et mettant en vedette Benoît Brière, Xavier Morin-Lefort et Catherine Florent.

## Synopsis
En 1950, Samuel, un jeune facteur de 14 ans, est sauvé de la mort par un jeune lutin qui le conduit dans les ateliers du Père Noël où il deviendra responsable des postes du monde magique. Quelques décennies plus tard, à la demande spéciale d’une petite fille de sept ans et au risque de sa vie, il reviendra dans le monde des humains avec ses amis pour sauver son amoureuse d’antan de la maladie en la ramenant avec lui dans l’univers féerique du personnage mythologique le plus aimé de la Terre : le Père Noël.

## Fiche technique
- Réalisateur : Jean-Claude Lord
- Scénaristes : Daniel Morin et Denyse Benoît
- Production : Pierre Gendron et Daniel Morin
- Producteur associé : Paul Allard
- Société de production : Bloom Films et Z Productions avec la participation de Telefilm Canada, SODEC et Fonds Harold Greenberg
- Distribution : Les Films Equinoxe
- Directrice artistique : Nicole Légaré
- Conception visuelle : Michel Marsolais
- Costume : Lyse Bédard
- Photo : Serge Desrosiers
- Montage : Claude Palardy
- Musique : Daniel Constantineau basée sur un thème de Daniel Bélanger
- Chanson thème : Daniel Bélanger (paroles et musiques)
- Son : Robert Labrosse
- Catégorie : Jeunesse
- Origine : Québec, 2001
- Sortie en salles : 11 novembre 2002
- Classement : Général
- Budget : 4,3 millions CAD
- Pays : Canada (Québec)
- Lieu de tournage : Montréal (Stade Olympique) et Saint-Alphonse-Rodriguez
- Dates de tournage : 7 au 12 avril et 25 juin au 21 juillet 2001
- Durée : 1h51
- Langue : français

## Distribution
- Xavier Morin-Lefort : Samuel
- Roxanne Gaudette-Loiseau : Evelyne
- Benoît Brière : Père Noël
- Catherine Florent : Bianca la fée
- Lansana Kourouma : Howie
- Geneviève Déry : Cathy
- Gaston Lepage : Henri Bilodeau
- Renée Claude : Evelyne, la grand-mère
- Souyan Jetten-Duchesneau : Satia
- Jean-Claude Germain : Edgar
- Louis-Georges Girard : Notaire Boiclair
- Paul Buisson : Rudolphe
- Nathalie Simard : Comète
- Mathieu Barsalou : Valérien Ouellet
- Michel Daigle : Valérien adulte
- Stéphane Charrette : Médecin
- Fanny Lauzier : Infirmière
- Jean Fayolle Jr. : Lutin pessimiste
- Alyssa Labelle : Lutin philosophe
- Serge Gaudet : Le curé
- Jean Antoine Charest : Vieux monsieur éméché

## Informations DVD
Le film Station nord a été édité deux fois en DVD au Québec. Une édition de décembre 2005 chez Équinoxe est également disponible.
- Éditeur : Équinoxe Films (Warner Bros)
- Date de sortie : 9 décembre 2003
- Code UPC : 085396269811
- Suppléments : Coulisses du tournage, biographie des acteurs